# سن-سیپریان (شودییر-آپالاش)
سَن-سیپریان، شُدییِر-آپالاش (به فرانسوی: Saint-Cyprien, Chaudière-Appalaches) قصبه‌ای در منطقه شهری له اتشمن ناحیه شودییر-آپالاش در استان کبک کانادا است. در سرشماری سال ۲۰۱۱ این قصبه ۵۸۲ نفر جمعیت داشته‌است و مساحت آن ۹۲٫۸۲ کیلومتر مربع است.